# Sophus Nielsen
Sophus Nielsen (Koppenhága, 1888. március 15. – 1963. augusztus 6.) dán nemzeti labdarúgó-játékvezető, labdarúgó, edző.

## Pályafutása

### Labdarúgóként
Fiatalon ismerkedett meg a labdarúgással és hosszú időre el is kötelezte magát vele. Az alábbi egyesületekben játszott: Stjernen (1898-1902)-, BK Frem (1902-1910)-, Holstein Kiel (1910-1911) és újra a BK Frem (1912-1921).
Az  1908. évi nyári olimpiai játékok labdarúgótornáján a dánok 17–1-re verték Franciaország csapatát. Ezen a mérkőzésen mint csatár, tíz gólt lőtt, ami jelentősen hozzájárult gólkirályi címéhez. Ő lett az első játékos, aki egy válogatott találkozón 10 gólt ért el. A dán válogatott a brit válogatott mögött ezüstérmes lett.
Az  1912. évi nyári olimpiai játékok labdarúgótornáján újra nemzeti válogatottjának tagja lehetett. A dán válogatott Nagy-Britannia mögött újra ezüstérmes lett. Ezen a tornán, a német Gottfried Fuchsa, a Németország–Oroszország (16–0) találkozó alkalmával beállította Nielsen rekordját. Ezt a csúcsot 2001-ben az ausztrálok csatára,  Archie Thompson javította meg, amikor az Ausztrália–Szamoa (31–0) összecsapáson 13 gólt ért el.
1908–1919 között a  dán válogatottban 20 alkalommal szerepelt és 16 góljával járult hozzá a csapat eredményességéhez.

### Labdarúgó-játékvezetőként
Pályafutása során hazája legfelső szintű labdarúgó-bajnokságának játékvezetője lett.

### Sportvezetőként
Edzőként 1933-tól a Holstebro BK csapatot irányította. 1940-ben lehetőséget kapott, hogy hazája válogatottjának szövetségi kapitánya lehessen.

## Sikerei, díjai
Az 1908. évi nyári olimpiai játékok labdarúgótornájának gólkirálya 11 góllal.